# Fritänkaren – filmen om Strindberg
Fritänkaren – filmen om Strindberg är en svensk dramafilm från 1994 i regi av Peter Watkins. Filmen handlar om August Strindbergs liv.

## Handling
Filmen skildrar Strindbergs liv från födseln 1849 till hans död 1912.

## Rollista (urval)
- Anders Mattsson – August Strindberg
- Lena Setterwall – Siri von Essen
- Roland Borgström – Carl-Oskar Strindberg
- Ingela Berger	– Ulrika Eleonora Strindberg
- Torsten Föllinger – August Strindberg som gammal
- Michael Rubbestad – August Strindberg 12 år
- Emil Eriksson	– August Strindberg 7 år
- Carin Rubbestad – Eva Karlsson
- Camilla Lindberg – Karin Strindberg 14 år
- Karin Jansson	– Karin Strindberg 8 år
- Sofie Holt – Greta Strindberg 6 år
- Jonas Holt – Hans Strindberg 4 år
- Berit Marianne Edström – Siri von Essen som gammal
- Yasmine Garbi – Harriet Bosse
- Karin Hagås – Ann Marie
- Göran Boll – Carl Gustaf Wrangel
- Sofia Björnstedt – Sofia in de Betou
- Lina Svanberg	– Ina Forstén
- Annmari Kastrup – Wilhelmina
- Magnus Eriksson – besiktningsmannen
- Mats Eriksson	– Rosqvist
- Rune Jacobsson – Per Staaf
- Berit Bornecrantz – Anne Charlotte Leffler
- Maria Bång – Alfhild Agrell
- Roger Wilson – Axel Lundegård
- Mats Kempe – Hjalmar Branting
- Daniel Norbäck – Tor Hedberg
- Ralph M. Fleischer – Oscar Levertin
- Arne Johnson – Polis
- Roland Bolin – Kapten
- Thomas Lundvik – Byråkrat
- Mathias Henrikson – Anton Stuxberg
- Kerstin Harrisson – Siris väninna på Kymmendö
- Mattias Knave – Carl Larsson
- Pia Bergendahl – Helena Frankenfeldt
- Lena Nielsen – Gurli Åberg
- Anna Kåstedt – tjänsteflickan
- Pia Andersson	– Marie David
- Marianne Engström – Sofie Holten
- Magnus Stefanson – Ville Wahlgren
- Sven-Arne Svanberg – Carl Nordström
- Lisskulla Moltke-Hoff	– Lise
- Sabine Burgwedel – Karin Larsson
- Pierre Stahre	– Den okände i Till Damaskus
- Yasmine Garbi – Damen i Till Damaskus
- Krister Henriksson – Ryttmästaren i Fadren
- Gunilla Abrahamsson – Laura i Fadern
- Max Lundqvist – Mäster Olof i Mäster Olof
- Jacqueline Ramel – Kristina i Mäster Olof
- Anders Palm – Gert Bokpräntare i Mäster Olof
- Ivan Öhlin – August Strindberg på styltor
- Magnus Eriksson – demonstrant
- Margaretha Björeman – demonstrant
- Carl-Magnus Åkerlund – demonstrant
- Erik Åkerlund	– demonstrant
- Torbjörn Stenmark – demonstrant
- Fredrik Heurlin – demonstrant
- Anna Duroj – demonstrant
- Peter Lindnér – polis
- Ulf Andersson	– polis
- Peter Watkins – polis
- Hans Wilhelm Löwgren – kritiker
- Staffan Söderholm – kritiker
- Staffan Lennström – kritiker
- Lars Wester – kritiker
- Niklas Westergren – kritiker